# أم البواقي
أم البواقي (بالأمازيغية : ⵓⵎ ⵍⴱⵡⴰⵇⵉ) هي مدينة جزائرية وعاصمة ولاية أم البواقي في شمال الأوراس.

## التسمية
كانت تسمى ماكوماداس في العهد الروماني وبعدها سميت «بكان روبار» نسبة إلى المارشال (CANROBERT) الذي اتخذ من المدينة مقرا له.

## جغرافيا

### تضاريس
تُظهر التضاريس في 3 كيلومترات المحيطة بأم البواقي تباينًا كبيرًا في الارتفاع ، مع اختلاف في الارتفاع يصل إلى 565 مترًا ومتوسط ارتفاع فوق مستوى سطح البحر 972 مترًا. في الـ 16 كيلومترًا ، اختلافات كبيرة جدًا في الارتفاع (795 مترًا). في حدود 80 كيلومترًا ، اختلافات كبيرة في الارتفاع (2202 مترًا).
المنطقة الواقعة على بعد ميلين من أم البواقي مغطاة بأراضي المحاصيل (27٪) ، والنباتات المتناثرة (27٪) ، والأسطح الاصطناعية (24٪) ، ضمن مسافة 10 أميال من أراضي المحاصيل (53٪) والمراعي (14٪) وداخل 80 كيلومترًا عن طريق الأراضي الزراعية (57٪) والنباتات المتناثرة (17٪).

### مناخ
في أم البواقي، الصيف قصير وحار وجاف وغالبًا صاف والشتاء طويل وبارد جدًا وغائم جزئيًا. خلال العام، تتراوح درجة الحرارة بشكل عام من 1 درجة مئوية إلى 33 درجة مئوية ونادرًا ما تكون أقل من -3 درجة مئوية أو أعلى من 38 درجة مئوية.

### الموقع
أم البواقي تقع في شمال شرق الجزائر تقدر مساحتها بـ 2,155 كم2 ويقطن بها 80 ألف نسمة يمر بها الطريق الوطني رقم (02).

## تاريخ
تعتز ومدينة «أم البواقي» بعمق تاريخها الذي يعود إلى 8000 سنة قبل الميلاد، تدل على هذه الحقبة الآثار المكتشفة عبر تراب الولاية ومنها الرماديات والحلوزنيات بمناطق عين الزيتون، سوق نعمان، الضلعة وقصر الصبيحي،

### تاريخ قديم
عندما إحتل البونيقيون تبسة أصبحت أم البواقي مسلكا مهما في مسار قوافل التجارة كما ربطت علاقات تجارية مع بونيقيون، خلال القرن الأول ميلادي شهدت أم البواقي الغزو الروماني على يد تراجان»الذي ضمها إلى قطاع تيفست وتيمقاد، وتحولت إلى مطمورة قمح لأوربا وشيد بها الرومان مدنا مثل سيقوس، وقاديوفالا، كانت تسمى «ماكوماداس» في العهد الروماني، في الفترة الممتدة بين 430 م و593م احتلها الونداليون الذين قاومهم البربر أشد مقاومة إلى غاية استرجاع حريتهم بعد هذه الفترة شهدت التواجد البيزنطي الذي وضعت له الفتوحات الإسلامية

### العهد الإسلامي
شهدت نهاية مع مطلع القرن السابع ميلادي وفود حسان بن النعمان ثم عقبة بن نافع الفهري قاوم البربر الفاتحين بقيادة الكاهنة ظنا بأنهم غزاة وبعدما أيقنوا الهدف الذي جاء الفاتحين من أجله اعتنقوا الإسلام وتعلموا العربية، توالت على أم البواقي العديد من الخلافات الإسلامية مثل الهلاليين الفاطميين والموحدين...

### عصر العثمانيين
عند دخول العثمانيين إلى الجزائر خلال القرن الخامس عشر، عرفت أم البواقي ركودا وعاش سكانها تحت نظام الأعراش والقبائل ومن أهمها الحراكتة، السقنية والنمامشة، عندما سقطت الجزائر تحت نير الاحتلال الفرنسي وبعدها سميت بكان روبار نسبة إلى المارشال (CANROBERT) الذي اتخد من المدينة مقرا له، قاوم سكان أم البواقي ضد هذا الوجود خاصة لانتمائها إلى منطقة الأوراس كما شكلت معبرا أساسيا للأسلحة وشهدت العديد من المعارك والثورات إلى غاية الاستقلال.

## وصلات خارجية
- مديرية السياحة والصناعة التقليدية لولاية أم البواقي
- الموقع الرسمي لولاية أم البواقي[وصلة مكسورة]
- جامعة العربي بن مهيدي لولاية أم البواقي
- مديرية الخدمات الجامعية ولاية أم البواقي
- إذاعة أم البواقي الجهوية
- مديرية التجارة لولاية أم البواقي
- مجلس قضاء ولاية أم البواقي
- رابطة ولاية أم البواقي لكرة القدم
- صفحة ولاية أم البواقي على موقع الوكالة الوطنية لتطوير الأستثمار.
- خريطة شبكة الطرقات لولاية أم البواقي على موقع وزارة النقل
- خبار بلادي | ولاية أم البواقي.
- صفحة ولاية أم البواقي على موقع فيتامين.
- أم البواقي بالتفاصيل
- السياحة تنتعش بأم البواقي.. 14 مشروعا جديدا

1. ↑  إحصاء سكان أم البواقي نسخة محفوظة 23 يوليو 2018 على موقع واي باك مشين.
2. ↑  GeoNames (بالإنجليزية), 2005, QID:Q830106
3. ↑  "Climat et moyennes météorologiques tout au long de l'année pour Oum el Bouaghi". Weather Spark. مؤرشف من الأصل في 2 أكتوبر 2023. اطلع عليه بتاريخ 19/08/2023. {{استشهاد ويب}}: تحقق من التاريخ في: |تاريخ الوصول= (مساعدة)